# 全日本同和会
全日本同和会（ぜんにほんどうわかい）とは、かつて自民党と連帯していた保守系の同和団体。略称は同和会。全国本部は東京都千代田区永田町2丁目17番地10号に存在する。日本最初の全国規模の同和団体として結成された「帝国公道会」からの流れを継ぎ、全国水平社に対抗する「融和運動」を行なっていた財団法人中央融和事業協会の後身となる組織。

## 概要
1951年11月、近畿・中国・四国・九州などの地方公共団体の同和対策関係職員を中心に全日本同和対策協議会が誕生。以後数年間、全日本同和対策協議会は部落解放同盟（略称、解放同盟、同盟）と手を結び、政府に対して同和対策の積極的実施を要請していたが、やがて指導理念の相違から決裂した。佐藤栄作は、これに憤慨し板垣退助、大江卓、大木遠吉らが一君万民・四民平等の理想を掲げて創始した日本で最初の同和団体「帝国公道会」の理念に立ち返り、その再興を目指し柳井政雄に保守系同和団体の結成を打診した。これを受けて柳井は、全日本同和対策協議会の会員たちを基に、昭和35年（1960年）5月、自民党系の同和団体である全日本同和会を結成。みずから会長に就任した。この時の6人の顧問はすべて自由民主党の衆院議員や参院議員により占められており、初代会長の柳井政雄と事務局長の土岡喜代一は、いずれも解放同盟からの除名者であった。また事務局長土岡のブレーンには山本政夫、理事には岡本弥智夫（和歌山県の融和運動家であった岡本弥の息子）や中西郷市といった戦前からの融和運動家が名を連ねていた。
歴史的には「帝国公道会」の時代から換算すると部落解放同盟の前身である全国水平社より設立が古く、日本最初の同和対策のための全国的組織であり、1960年設置の同和対策審議会や1966年設置の同和対策協議会には同盟と共に委員を送るなど、保守系の同和団体として自民党の支持を背景に勢力を伸ばした。公称の組織人員は日本最大を誇り、全国大会などには多くの自民党国会議員や秘書が列席する隆盛ぶりだった。

## 組織の凋落と分裂
しかし第19回全国大会で松尾正信を筆頭とする「暴力・利権派」が主導権を握ってから、急速に不法行為が増加。1981年には、松尾会長などが部落解放同盟福岡県連合会と共に起こした北九州土地転がし事件が発覚。1983年頃から松尾会長の独裁体制に対して不満が高まり、さらに各地で同和会幹部が利権あさりで逮捕されるなど不祥事が続発（後述）したため組織内部に亀裂が生じ、1986年7月20日、同和会から全国自由同和会（略称、自由同和会、全自同）が分裂。これに伴って同和会は、国や地域改善対策協議会の対応団体から外されると共に、自民党からも連帯関係を全自同に移されたが、自民党タカ派の一部との結合は保たれた。1987年5月の段階では、登録員約35万人、43都道府県に支部を持っていた。
糾弾に関しては、国民に恐怖感を与え、差別意識を温存させるものとしてこれを否定。対話と協調により国民の理解と合意を得ることを謳っている。現在の全国会長・松尾信悟は松尾正信の息子。
2015年現在、東京都連合会は5つの団体に分裂している。
2023年5月には、全日本同和会の山口県連と部落解放同盟の山口県連が共催する形で山口県水平社の創立100年を記念する集会を行ったと読売新聞で報じられている。集会では布引敏雄による講演も行われた。

## 主な不祥事
- 1985年5月、遺産を残して多額の納税を迫られている相続人に脱税を指導し、多額の報酬を受け取ったために、同和会京都府連会長および事務局長が逮捕された。
- 1985年9月、同和会宮城県連常任理事が部落解放同盟大阪府連荒本支部の書記長と共に脱税請負で逮捕された。
- 1985年11月、同和会福岡県連飯塚支部長が暴力行為や石炭鉱害事業団職員との贈収賄で逮捕された。同支部長はこのとき、鉱害復旧費の詐取で有罪判決を受け、執行猶予中だった。
- 1986年10月、同和会副会長・宮崎県連会長が前宮崎県同和対策課長への贈賄で逮捕された。
- 1986年11月、同和会群馬県連会長が建設業者への恐喝で逮捕された。
- 1986年11月、同和会神奈川県連横浜支部が右翼団体構成員2名に支部員の証明を交付し、同和対策事業による住宅新築資金の不正融資に加担。同構成員2名は詐欺で逮捕された。
- 1987年1月、同和会宮崎県連会長が建設業者への恐喝で逮捕された。
- 1987年1月、同和会の会員10名が建設業者への恐喝で逮捕あるいは指名手配された。
- 1987年3月、同和会大阪府連岸和田支部長が脱税指南で逮捕された。
- 2003年5月、同和会神奈川県連会長（横浜支部長兼任）が神奈川県庁による中小企業向けの融資を仲介し法外な手数料を取ったとして出資法違反で逮捕された。
- 2007年9月、福岡県の旧大和町（現・柳川市）が県市町村職員退職手当組合負担金と使途を偽って、全日本同和会大和支部に補助金を支出していたことが分かった。その後の調査によれば1978年度から2002年度までの25カ年分で、毎年約400‐500万円、計約1億1000万円を支出していた。

## その他出来事
- 2008年6月、全日本同和会大阪府連合会理事の男性が妻に拳銃で射殺されるという事件が発生。男性は韓国籍で元暴力団員だった[13]。

## 特記事項
- 映画『ビッグタウンふたりの朝』（1993年、藤原紀香主演） - 企画：総務庁地域改善対策室、全日本同和対策協議会、制作：東映